# Pierre Mailloux
Pour les articles homonymes, voir Doc.
Pierre Mailloux, né le 14 janvier 1949 à Normandin (Québec) et mort le 12 janvier 2024 à Trois-Rivières (Québec), médiatiquement connu sous le nom de Doc Mailloux, est un psychiatre et polémiste québécois controversé, plusieurs fois radié de la profession. Il est spécialisé en traitement de schizophrénie sévère, animateur de radio, expert médico-légal, psychanalyste de type « face-à-face » et commentateur médiatique tant à la radio qu'à la télévision québécoise.
Il est coanimateur et chroniqueur de plusieurs émissions de radio. Il coanime une émission webdiffusée sur YouTube et Facebook Doc Mailloux et Josey - Libres et sans tabou, avec Josey Arsenault.
Il est suspendu à plusieurs reprises par le Collège des médecins en raison de ses pratiques médicales et de ses propos publics jugés incompatibles avec sa profession.
Il est l'auteur de plusieurs ouvrages, dont Pour la castration volontaire des pédophiles, Au secours des femmes, Pour l'amour des enfants : Non aux châtiments corporels!, Pour élever ses enfants : Prière de ne pas les rabaisser....

## Biographie
Pierre Mailloux est un psychiatre qui travaille principalement auprès des patients atteints de schizophrénie réfractaire aux traitements. En dehors du travail, il aime s'occuper de sa terre et de ses chevaux. Son père Patrick était commerçant d'animaux. Pierre Mailloux dit retenir de son père pour sa manière de s'exprimer, particulièrement en ce qui a trait au franc-parler et aux critiques virulentes.
Pierre Mailloux étudie la médecine à l'Université Laval à Québec et obtient un certificat de psychiatrie à l'Université McGill à Montréal.
Au cours des années 1970, il sert dans l'armée canadienne en tant que psychiatre.
Il a investi un million et demi de dollars pour une ferme expérimentale à Saint-Basile. Il mentionne à plusieurs entrevues (dont avec Jeff Fillion) qu'il était le créateur, avec son frère, du premier fromage au lait cru « Le Chevalier Mailloux », qui a d'ailleurs gagné le prix du meilleur fromage au Canada. En investissant recherche et développement dans le domaine agricole, il n'a pas payé d'impôts durant plusieurs années.
À partir de 1975, il travaille auprès des délinquants sexuels. Son expérience l'a souvent mené à témoigner comme expert dans des procès. Le cas de Denis Lortie (tuerie du 8 mai 1984 à l'Assemblée nationale) a été le plus médiatisé.
En septembre 1988, il est victime d'un accident de la route et se fait arracher une jambe par un chauffard alors qu'il aide une femme dont l'auto était en panne au bord de la route.
Pierre Mailloux affirme que, par delà l'amputation de la jambe à la suite d'un accident routier, le drame de sa vie fut le décès de sa première fille dû au syndrome de mort subite du nourrisson.
Différents profils sur les réseaux sociaux ont été créés concernant le Doc Mailloux, mais il affirme plusieurs fois à la radio qu'il n'a jamais utilisé de réseaux sociaux sur Internet et qu'il s'agit de fausses identités.
En octobre 2017, il est nommé co-président d'honneur du Championnat provincial de boxe des Gants de Bronze 2018.
Projets : En 2023 (à 74 ans), il partage sur son podcast web avec sa co-animatrice qu'il espère avoir suffisamment de temps devant lui pour construire encore de nouvelles fermes expérimentales au Québec.
En décembre 2023, il est hospitalisé en raison d'une infection. Il en meurt le 12 janvier 2024.

## Vie professionnelle
Pierre Mailloux se fait d'abord remarquer lorsqu'invité comme expert témoin au procès de Denis Lortie en 1985. Le Dr Mailloux diagnostique alors l'accusé comme psychotique au moment des faits. Seul contre 7 expertises contraires, il parviendra néanmoins à faire en sorte que son diagnostic soit finalement retenu.
Il obtient ensuite une grande popularité au Québec en animant, à la radio CKAC à Montréal, l'émission Un psy à l'écoute, renommé Deux psy à l'écoute, de septembre 1995 à août 2002 puis Doc Mailloux et, à compter du 25 janvier 2007, sous le nom de Mailloux à l'écoute étant donné sa radiation provisoire. À la suite du changement de vocation de CKAC qui devient alors une radio sportive, Mailloux à l'écoute prend fin le 30 mars 2007.
Il est toutefois demeuré très présent sur la scène médiatique québécoise. À TQS , il a été invité à L'Avocat du Diable, Caféine, Dutrizac, Le Grand Journal, Pourquoi avec Jean-Luc Mongrain, Loft Story, et Vie de Couple, entre autres. Pour TVA/LCN, il a participé au Grand Journal, à l'émission de Denis Lévesque, l'émission du midi de François Paradis, Taxi 0-22 et Deux Filles le Matin. Pour Radio Canada, il a été invité à Tout le monde en Parle, au bulletin de nouvelles, à l'émission de Simon Durivage et finalement Les Bougon. Il a aussi participé aux émissions de Deux Hommes en Or et des Franc-Tireurs à Télé-Québec et a été interviewé pour sa biographie à Canal D. Canal D a également présenté le 10 septembre 2009 une émission spéciale sur la saga du Doc Mailloux avec le Collège des médecins.
Pierre Mailloux est aussi reconnu pour ses entrevues à la radio. Il a participé à plusieurs émissions comme à Radio X, 98,5 FM, CHEQ-FM, Radio-Canada, CJMF-FM, GO FM, CKAC ou RadioPirate de Jeff Fillion. Au cours des dernières années (2012), Pierre Mailloux a été invité à l'émission Le Show Tard de Radio X. En 2014, il est collaborateur avec RadioYves hebdomadairement. À partir 2015, Pierre Mailloux co-anime durant plusieurs années une nouvelle émission quotidienne au FM93 de Québec. Le Doc Mailloux est également collaborateur invité pour plusieurs stations radio du groupe Cogeco Média, dont 106.9 Mauricie, 107.7 Estrie et KYK Radio X 95.7.
Sans oublier ses entrevues dans les journaux (ex : Le Nouvelliste) et magazines (ex : Loft Story). Le Doc Mailloux a souvent été imité (ex : le Bye-Bye à Radio-Canada) ou dessiné en caricature dans les journaux (ex : Le Journal de Montréal ou de Québec]).
Le Docteur Mailloux a également présenté plusieurs conférences à travers le Canada, dont au Clarke Institute of Psychiatry à Toronto. Il est en effet l'un des deux seuls médecins québécois à y avoir été invité. Entre 2012-2016, il a aussi été invité et a participé à trois forums de discussion à Trois-Rivières (FEPTR). Des segments ont été enregistrés pour le public.
En 2013, Pierre Mailloux amène le débat sur la place publique de décrocher le crucifix du Palais de Justice de Trois-Rivières. En 2015, il affirme en cour que les tests sexologiques n'ont pas une grande précision pour prédire les risques de récidive de prédateurs sexuels.
Le 24 août 2015, il fait un retour à la radio pour l'émission du midi Doc Mailloux à 106,9 FM. Dans sa biographie, il mentionne qu'il exerce sa liberté d'expression en ayant aucun bien matériel à son nom.
Dans les médias, l'un de ses sujets les plus discutés est le thème des garderies d'état (CPE), qui sont qualifiées selon lui de « crime contre l'humanité », pour les enfants de 0-2 ans. Il parle fréquemment des dégâts physiques et psychologiques de la fessée sur les enfants, de la pédophilie et de la castration (ainsi qu'autres déviances sexuelles), de la manière d'élever les enfants, du traitement des troubles psychotiques et de l'autisme, de la « féminisation » de la société québécoise, du respect entre conjoint(e)s, de l'envie qui est selon lui le vice national du Québec, de la rivalité entre les femmes (dont mère/fille), de la problématique de l'obésité, de l'irresponsabilité criminelle pour cause de troubles mentaux, de l'instinct qui est comme chez les animaux pour certains hommes violents, de l'inceste psychologique et physique, du ravage que les drogues peuvent causer sur le psychisme, ainsi que de la guerre des sexes dans la société.
Depuis bon nombre d'années, il propose de réduire les impôts pour augmenter la natalité au Québec. Son idée est de réduire 1/3 des impôts pour un premier enfant, de 2/3 les impôts pour un deuxième enfant, et de ne plus payer d'Impôts à partir du troisième enfant.
Le 3 décembre 2015, il affirme publiquement que chaque foyer devrait avoir un arme à feu au Québec pour prévenir un exode massif vers d'autres provinces en cas d'attaque terroriste. En février 2016, Pierre Mailloux répète à nouveau sur les ondes de 106,9 FM qu'il serait souhaitable d'éliminer la DPJ pour laisser la police s'occuper des cas d'enfants abusés, négligés et violentés au Québec.
Le 25 avril 2016, Pierre Mailloux dépose une poursuite judiciaire contre La Presse et la chroniqueuse Rima Elkouri pour avoir insinué dans un article selon lui « qu'il serait raciste », un différend qui sera réglé à l'amiable.
Le 22 août 2016, le Docteur Pierre Mailloux continue à la radio, mais cette fois-ci, au 93,3 FM. Son émission est désormais diffusée en réseau, dans plusieurs régions du Québec.
Le 28 février 2017, Pierre Mailloux est invité à participer à une conférence pour « Les Diabétiques de Québec ».
Depuis les dernières années, il est de plus en plus aperçu dans les galas de boxe. Il participe également aux défilés du Festival Western de St-Tite et du Festival de La Galette de Sarrasin, à bord de chars tirés par des chevaux.
En février 2017, le Doc Mailloux propose à son émission sur les ondes du 93,3 FM l'idée d'un programme P.I.P.E. pour favoriser l'épanouissement sexuel des femmes (Permission, intimité, pratiquer et explorer).
Pierre Mailloux mentionne publiquement à la radio qu'il appuie Donald Trump lors des élections américaines des États-Unis en 2016-2017,.
Durant l'hiver 2017, il affirme à son émission du 93,3 qu'en comparaison avec l'Allemagne, le Québec hait les enfants. Il se réfère à une visite qu'il a fait dans ce pays pour partager l'idée que les enfants semblent davantage respectés en Allemagne qu'au Québec.
En mars 2017, Doc Mailloux mentionne sur les ondes de 106,9 Mauricie qu'il considère Denise Bombardier comme étant la plus grande écrivaine du Québec. Mathieu Bock Côté serait selon lui le deuxième meilleur écrivain québécois.
En mai 2017, Pierre Mailloux affirme sur les ondes du 93,3 FM que d'ici quelques années, il sera probablement possible de pratiquer des « autopsies psychologiques » concernant les personnes décédées par suicide, afin de mieux comprendre ce qui les a poussés à se suicider. Toujours en mai 2017, il va en voyage à Las Vegas pour assister à un combat de boxe. À son retour, une animatrice lui demande comment il a trouvé son voyage et il affirme sur les ondes du 106,9 et du 93,3 qu'il ne s'est jamais senti autant en sécurité dans un lieu à haute population. Selon lui, les gardes armés dans l'aréna et sur la rue principale de Las Vegas font une différence avec le modèle québécois.
En juin 2017, sur les ondes de son émission de 93,3 FM, Pierre Mailloux « soupçonne que les féministes les plus actives socialement sont possiblement les plus frustrées sexuellement ».
Le 15 septembre 2017, il mentionne sur les ondes de 106,9 FM qu'il est nécessaire de ne pas dramatiser les situations d'enlèvement d'enfants sur la place publique dans les médias. Le Doc Mailloux dénonce donc les drama queen qui s'expriment dans les médias lors de crimes ou catastrophes et qui tentent d'attribuer faussement leurs propres émotions débordantes à toute la population. Par exemple, plutôt que de dramatiser, une professeure devrait dire aux élèves amis d'un jeune enfant kidnappé par son père que ce père est méchant, dans des termes simples. De plus, plutôt que de continuer à enseigner son cours, l'enseignante doit savoir modifier son horaire pour plutôt laisser les enfants jouer à l'extérieur durant une journée ensoleillée. Cela peut aussi être l'occasion pour les parents des élèves de prendre congé du travail pour passer du temps avec leurs jeunes enfants et s'adonner à des activités plaisantes. Cela aidera les enfants davantage à s'adapter à une situation semblable, plutôt de les contaminer par des réactions émotives nuisibles des adultes.
En septembre 2017, après avoir participé au défilé du Festival Western de St-Tite une nouvelle fois, Pierre Mailloux affirme à 106,9 FM que ce Festival est probablement le plus grand rassemblement célébrant la culture canadienne-française. Selon lui, cette fête célèbre également la place importante du cheval, qui a grandement contribué à construire le pays lors de ses fondations.
Depuis des années il affirme que la DPJ doit être fermée et remplacée par la police pour réaliser des enquêtes auprès des enfants abusés. En septembre 2017, il répète ce point à son émission du 93,3 FM avec insistance.
Le 31 janvier 2018, il affirme sur les ondes de 106,9 qu'il n'accepterait pas d'être soigné par une infirmière ayant les cheveux colorés, un anneau dans le nez et des piercing sur la bouche. Cette discussion provoque un débat avec les auditeurs sur les ondes de la station de radio.
En 2018, il affirme sur les ondes du 106,9 que la véritable guerre actuelle dans le monde est celle entre les hommes et les femmes. Il s'agit d'une affirmation qu'il soutien depuis plus de 10 ans sur la place publique.
Le 13 mars 2018, le Doc Mailloux dit avoir perdu plus de 500 000 $ après avoir tenu des propos controversés à Tout le monde en parle à 106,9 FM. Il remercie également les animateurs du 93,3 et du 106,9 pour avoir invité en entrevue le professeur Sergé Larivée (spécialiste de l'intelligence) afin de parler du sujet que Dr Mailloux avait abordé à Tout le Monde en parle. L'entrevue semble également démontrer que le Doc Mailloux n'avait pas tort dans ses affirmations.
En plus des festivals de type western, le Doc Mailloux fait plusieurs apparitions publiques lors d'événements comme par exemple des galas de boxe, le Cirque du Soleil à Trois-Rivières, ainsi que le Grand Prix de Trois-Rivières.
Le 15 janvier 2019, Pierre Mailloux porte un gilet jaune en ondes à 106.9 et 93.3 et nomme deux revendications publiques : premièrement, diminuer les impôts graduellement jusqu'à leur élimination à partir de l'âge de 55-60 ans jusqu'à 65 ans, pour les personnes qui souhaitent continuer à travailler. Deuxièmement, augmenter les limites de vitesse sur les autoroutes du Québec à 130 km/h.
Pierre Mailloux proclame sur la radio de Cogeco que l'année 2019 a été l'année de Mailloux. Plusieurs de ses idées proposées dans les médias au fil des années pour l'évolution de la société québécoise se sont réalisées. Par exemple, le retrait du crucifix au Salon Bleu, ainsi que les nouvelles positions du gouvernement au sujet de la laïcité au Québec. Toujours en 2019, le Doc Mailloux a recommencé à traiter des adolescents en tant que psychiatre. De plus, le syndic Mario Deschênes du Collège des Médecins qui était relié aux différentes radiations du Doc Mailloux, a été congédié en raison de méthodes de travail inadéquates.
À partir de la crise du coronavirus en avril 2020, le Doc Mailloux participe à une émission quotidienne filmée sur le web. C'est sa co-animatrice qui a eu l'idée de créer ce podcast dont il a accepté d'y participer. À la fin de mai 2020, Pierre Mailloux mentionne que Montréal doit être mise sous tutelle. De plus, il propose en temps de pandémie de payer les étudiants québécois à différents niveaux, selon leur niveau de scolarité. Ensuite, puisqu'elles présentent des risques plus élevés, le Doc Mailloux invite les personnes obèses dans les domaines de la santé et de l'éducation (écoles et garderies) à demeurer en télépratique. Il demande aussi aux personnes en surpoids d'éviter les contacts avec des enfants, afin de diminuer les risques pour leur santé en cas de coronavirus. En temps de crise sanitaire, la protection de leur état de santé, ainsi que celle de la population et du système de santé, demeure la priorité selon le Dr Mailloux.
Le 8 février 2021, le Doc Mailloux dénonce un article dans le journal Le Nouvelliste (2 février 2021) soutenant que les femmes sont de meilleures leaders en temps de crise. Sur son émission sur le web, il juge cet article comme étant la pire fake news qu'il a pu lire de sa vie.
En décembre 2021, le gouvernement du Québec annonce que les délinquants agresseurs de femmes auront dorénavant des bracelets électroniques (anti-rapprochements) comme moyen pour la police d'intervenir directement lors de bris de conditions par la cour. Le Doc Mailloux a proposé cette mesure depuis les années 1980-1990 dans plusieurs médias. Au micro de Radio X (CHOI, Québec), il qualifie cette mesure de très bonne nouvelle et estime qu'il lui a valu la peine de tenir position sur ce sujet depuis plus de 30 ans.
Dans sa publication La Paradoxe en 2012, les quatre valeurs à encourager dans la société selon Pierre Mailloux sont : le respect de l'autre, l'entraide, la dignité et la vaillance.

## Radiations provisoires cumulées

### Première radiation
Le 25 janvier 2007, il est radié provisoirement du Collège des médecins du Québec en attendant que le Comité de discipline de l'ordre se penche sur deux constats d'infraction selon lesquels il aurait prescrit de manière abusive des anti-psychotiques à deux de ses patients. Il a pu cependant poursuivre l'animation de son émission, cette activité n'étant pas considérée comme un acte médical.
Le 16 février 2007, la station CKRS-FM du groupe Corus, à Saguenay, décide de se porter à la défense de Pierre Mailloux. Une pétition mise de l'avant par CKRS et une de ses auditrices est expédiée au Collège des médecins du Québec. Les signataires demandent au Collège des médecins du Québec de permettre à Pierre Mailloux d'exercer sa profession de psychiatre jusqu'à l'audition de sa cause devant le comité de discipline.
Le 5 avril 2007, la juge Louise Provost du Tribunal des professions suspend la décision du Collège des médecins radiant Pierre Mailloux. Selon la Presse canadienne, reprenant une nouvelle de TQS, la « juge écrit que l'étendue du préjudice irréparable que subit Pierre Mailloux est flagrante. Elle estime que la cause doit être entendue sur le fond ».
En novembre 2009, « le Conseil de discipline du Collège des médecins du Québec [...] le déclare coupable de 13 des 14 chefs dont il était accusé ». Selon les experts appelés à témoigner, Pierre Mailloux aurait posé « des diagnostics intempestifs », aurait prescrit « des médications inadéquates, souvent à des doses dépassant les normes établies », compromettant la santé des patients. Mailloux aurait également « réclamé des honoraires injustifiés » pour des services couverts par le régime d'assurance maladie du Québec.
En février 2010, le Collège des médecins a précisé ses intentions. Il entend demander « la radiation du Dr Pierre Mailloux pour un an, des amendes totalisant 23 000 $ et une interdiction permanente de pratiquer auprès d'enfants ». Les amendes proposées concernent aussi « des propos qu'il a tenu » sur les Noirs.
Pierre Mailloux se défend toujours seul en justice, sans avocat pour le représenter, à l'exception de l'accusation de racisme, où deux avocats noirs sont venus le représenter volontairement et bénévolement.

### Hésitations du Collège
À la fin de février, il est condamné. Après avoir épuisé ses recours, le jugement est confirmé à la fin mars 2011,. À partir du 1er avril, il est radié pour deux ans de la profession et doit verser 33 000 $ d'amende. Toutefois, en mai 2011, le tribunal des professions retire la condamnation et permet au Docteur Mailloux de continuer à pratiquer.

### Deuxième radiation
En octobre 2012, le Collège des médecins annonce l'avoir radié pour une durée de 2 ans, soit 24 mois, pour avoir prescrit des doses exagérées de médicaments.
Il est de retour en pratique comme psychiatre auprès des adultes et personnes âgées (1er mai 2014).
En mars 2019, le Dr Mailloux est de retour au Palais de Justice pour tenter de retrouver son droit de pratique auprès des adolescents. Lors d'une entrevue aux médias (TVA et Le Nouvelliste), il affirme : « La science me donne raison, entre autres dans l’utilisation d’antipsychotiques chez les adolescents. C’est maintenant reconnu par deux vendeurs d’antipsychotiques ». De plus, selon Pierre Mailloux, « Chez les adolescents, on commence lentement, et on les suit de proche ». Le 6 mars 2019, il est de nouveau invité sur le plateau de l'émission de Denis Lévesque à LCN pour parler de cette histoire entre lui et le Collège des Médecins. Une décision sera connue au cours des prochains mois.

### Troisième radiation
Le 16 octobre 2012, le Conseil de discipline du Collège des médecins du Québec a radié le psychiatre Pierre Mailloux « pour cinq ans à la suite des propos qu’il a tenus à l’émission Tout le monde en parle en 2005 au sujet du quotient intellectuel des Noirs et des Amérindiens ». Cette sanction s’ajoute aux deux précédentes liées à des doses massives de médicaments prescrites à des patients, portant ainsi à huit le nombre d’années de radiation qui sont imposées au psychiatre.
« Le Conseil souhaite ardemment que cette période de radiation temporaire permette à l’intimé de procéder à une introspection sérieuse de son comportement. »Toutefois, « Pierre Mailloux n’éprouve aucun regret [et] entend bien contester la décision du Conseil de discipline. »
En juillet 2017, Pierre Mailloux a déposé une requête pour permission d'en appeler à la Cour suprême du Canada. Il demande qu'elle applique l'arrêt Jordan concernant son dossier.
En septembre 2019, le syndic Mario Deschênes du Collège des Médecins qui était relié aux différentes radiations du Docteur Mailloux est congédié en raison de méthodes de travail inadéquates. Pierre Mailloux se dit avoir eu le poil hérissé durant plusieurs minutes en entendant la nouvelle. En octobre 2019, Pierre Mailloux affirme sur plusieurs médias québécois (dont TV; Denis Lévesque) qu'il est en train de se préparer à retourner de lui-même devant les tribunaux pour poursuite.
17 juin 2020 : après une saga judiciaire de 20 ans, le Docteur Mailloux poursuit le Collège des médecins du Québec pour plus de 10 millions $, entre autres pour perte de revenus et atteinte à sa réputation. À noter que le Docteur Mailloux a retrouvé une pratique complète avec les patients de toutes tranches d'âges. De plus, il a pu recommencer à prescrire des antipsychotiques à plus hauts dosages pour certains cas particuliers nécessitant ce type de traitement. Après une lutte ayant impliqué 7 radiations au total du Docteur Mailloux, il a alors gagné la bataille avec le Collège des Médecins au sujet de toutes les plaintes au sujet de sa pratique de psychiatre.
Lors de plusieurs entrevues accordées dans les années 2020 et suivantes, le Docteur Mailloux a qualifié cette lutte comme ayant été comparable à un char d'assaut (Collège des Médecins) face à un homme avec un lance-pierre (lui-même).

## Controverses impliquant Pierre Mailloux

### Accusations de racisme
Lors de l'émission télévisée Tout le monde en parle (diffusée le 25 septembre 2005 sur les ondes de la société Radio-Canada), Pierre Mailloux est confronté à une de ses déclarations antérieures relative au quotient intellectuel moyen des Afro-Américains du Sud des États-Unis et des Amérindiens du Québec. Selon cette étude portant sur les quatre principaux groupes ethniques des États-Unis, il serait démontré que certains groupes ont des quotients intellectuels moyens supérieurs ou inférieurs lorsque comparés aux autres. Ce fait viendrait selon le docteur Mailloux du temps de l'esclavage, où les maîtres assassinaient les esclaves trop futés pour pouvoir contrôler le reste des esclaves. Il désigne cette théorie sous le nom de « sélection artificielle ».
Peu de temps après la diffusion de l'émission, il est accusé dans l'opinion publique de faire référence au livre The Bell Curve qui a été l'objet de controverses aux États-Unis. Il répliquera qu'il se basait plutôt sur les études de Suzuki et Gutkin.
Le 31 août 2007, une psychiatre affirme durant son procès que les études citées à l'émission Tout le monde en parle n'étaient pas nécessairement erronées, mais ne reflétaient pas les faits dans leur contexte.
En juin 2015, un juge de la Cour supérieure du Québec ordonne que le Tribunal des professions mène un nouveau procès sur les propos taxés de racisme de Pierre Mailloux. Ce dernier prétend que c'est une victoire contre le Collège des Médecins.

### Scandale du Nipplegate
En 2007, lors d'une entrevue accordée à Richard Martineau pour l'émission Les Franc-tireurs, il tient à nouveau des propos controversés. Télé-Québec décide finalement de ne pas diffuser l'émission à cause de la gravité de ces propos. Selon des journalistes qui auraient entendu l'entrevue, Pierre Mailloux y associerait notamment le comportement de Janet Jackson lors du scandale du Nipplegate avec les rituels tribaux africains, prônerait l'idée de stérilisation  des déficients mentaux et affirmerait que les femmes sont inférieures aux hommes dans certains domaines de la médecine, comme aux urgences, lorsqu'il y a une forte pression. Mais il mentionne également que les femmes sont mieux placées que les hommes dans certains autres domaines de la médecine.
De plus, au cours de la journée du 20 mars 2007, sur les ondes de LCN, il est invité à commenter la décision de Télé-Québec de ne pas diffuser l'entrevue des Francs-tireurs et à commenter la fin de sa collaboration à l'émission Deux filles le matin diffusée à TVA. Il poursuit lors de l'émission L'avocat et le diable de TQS après s'être fait demander par Nicole Léger d'être vouvoyée, ce qu'il refusa catégoriquement. Par la suite, il fait une sortie orageuse sur les ondes du 98,5 FM.

### Déclarations sur le Saguenay
En septembre 2007, le maire de Saguenay, Jean Tremblay, un catholique, dépose un mémoire à la Commission Bouchard-Taylor sur les accommodements raisonnables, déclarant qu'il n'y avait « aucune raison de cesser la prière avant la séance du conseil municipal ou d'enlever le crucifix de l'hôtel de ville, comme cela a été demandé à Saguenay » et que « l'avortement demeure un crime et un meurtre ». Sur les ondes de GO FM en Abitibi-Témiscamingue, Pierre Mailloux déclare qu'avoir un « maire aussi taré » est problématique pour les gens de Saguenay, peuplée selon lui d'un grand nombre de « tarés ». Il lie aussi l'élection de ce politicien au jugement de ses concitoyens, et y voit une des explications du taux de chômage élevé du Saguenay. Plus tard, à KYK-FM, à Alma, Mailloux réitérera ses propos, affirmant que le Saguenay est la « risée du Canada », et traitant au passage l'animateur Louis Arcand d'« ignorant ».

### Funérailles de René Angélil
En janvier 2016, Pierre Mailloux s'est ouvertement opposé aux funérailles nationales de l'homme d'affaires René Angélil sur les ondes du 106,9FM. Le psychiatre a affirmé en ondes « être plus affecté par l’état de santé de son lapin que par le départ de l’imprésario ». De plus, il s'est opposé avec véhémence aux obsèques nationales du mari de Céline Dion, qui ont eu lieu le 22 janvier 2016 à la basilique Notre-Dame de Montréal, en expliquant que ces dernières ne devraient pas être financées par les contribuables.

### Max Pacioretty
En novembre 2016, le Docteur Mailloux y va d'une autre déclaration controversée sur les ondes de l'émission Que la Mauricie se lève qu'il coanime avec Catherine Gaudreault. Il a  affirmé que les piètres performances du capitaine des Canadiens de Montréal Max Pacioretty à l'automne 2016 pouvaient s'expliquer « par un manque de virilité, de masculinité et une présence trop importante de sa mère ». Il a renchéri en affirmant que Pacioretty « est dans le trouble parce qu'il va à la messe du dimanche et qu'il parle à sa mère tous les soirs ». Catherine Gaudreault a affirmé sur les ondes du 106,9FM qu'elle estimait que son collègue était de mauvaise foi par ses déclarations sur le joueur de hockey. Plusieurs personnalités des médias sportifs québécois, dont Réjean Tremblay et Enrico Ciccone, se sont empressés de critiquer les propos non fondés de Pierre Mailloux à l'égard du sportif, en lui suggérant de s'occuper d'autres sujets que des affaires sportives.

### Femmes battues
En janvier 2017, sur les ondes du FM93, dans son émission Le Doc Mailloux et Josey qu'il coanime avec Josey Arsenault depuis août 2016, Pierre Mailloux tient des propos controversés quant aux motivations des femmes en couple avec un conjoint violent. Il a déclaré que certaines femmes pouvaient utiliser le fait de se faire violenter par leur conjoint à leur propre avantage. Il renchérit en affirmant qu'il existe « des femmes qui sont astucieuses, qui découvrent que de se faire tapocher de temps en temps peut leur rapporter gros ». Il spécifie ensuite, à titre d'exemples, que l’argent, les bijoux, les cadeaux, les fleurs et même le sexe endiablé peuvent être des motivations valables pour ces femmes « qui n'ont pas une once de jugement ».
Josey Arsenault a semblé mal à l'aise devant les propos du controversé psychiatre, qui a finalement résumé sa pensée en mentionnant qu'« une couple de claques sur la gueule, si t’en tires des bénéfices importants, ce n’est pas cher payé ». Dans les jours suivants l'émission, plusieurs personnalités médiatiques québécoises, dont Stéphane Gendron et Martine Desjardins, se sont indignées des propos du Doc Mailloux. De plus, les propos du psychiatre ont profondément choqué la présidente du Regroupement des Maisons pour femmes victimes de violence conjugale, qui était l'invité de Stéphane Gendron sur les ondes d'Énergie 98,9 le lendemain de la controverse radiophonique. Pierre Mailloux a eu la chance de s'expliquer davantage sur le sujet à l'émission de Denis Lévesque le 11 janvier 2017 sur les ondes de LCN.

### Scandale sexuel et Donald Trump
En janvier 2017, Pierre Mailloux a de nouveau fait réagir sur la tribune radiophonique, sur les ondes de l’émission Que la Mauricie se lève au 106,9 FM. Il s'est cette fois positionné quant au scandale entourant le dossier secret compromettant hautement médiatisé concernant les pratiques sexuelles débridées qu'auraient entretenues le président américain Donald Trump avec des prostituées lors d'un voyage à Moscou. Appuyant ouvertement le 45e président américain, le controversé psychiatre a affirmé que le « fait d’uriner sur une partenaire dans l’intimité regarde les adultes consentants » en mettant l'accent sur le fait que « ce n’est pas une pratique sexuelle extrême », l'urine étant une substance stérile. Il a ensuite réaffirmé à plusieurs reprises dans son émission Le Doc Mailloux et Josey qu'il n'y voyait là aucune perversion.

## Publications
- Pierre Mailloux, Le paradoxe, Éditions La semaine, novembre 2012.  (ISBN 9782897030506)
- Amélie Daoust-Boisvert, « Le doc Mailloux sévèrement blâmé par le Collège des médecins », Le Devoir, 10 février 2012
- Pierre Mailloux et Jacques Beaulieu, Pour la castration volontaire des pédophiles, VLB éditeur, 2001.  (ISBN 2890057615)
- Pierre Mailloux et Jacques Beaulieu, Pour l'amour des enfants, Trait d'union.  (ISBN 2922572986)
- Pierre Mailloux et Jacques Beaulieu, Au secours des femmes, Quebecor.  (ISBN 2764005520)
- Pierre Mailloux et Jacques Beaulieu, Pour élever ses enfants, prière de ne pas les rabaisser, Les éditions publistar.  (ISBN 2895621071)